# Pakistanische Hockeynationalmannschaft der Herren
Die pakistanische Hockeynationalmannschaft der Herren repräsentiert die Pakistan Hockey Federation auf internationaler Ebene, zum Beispiel bei der Hockey-Weltmeisterschaft, der FIH Champions Trophy oder den Olympischen Sommerspielen. Die Green Shirts sind mit vier Titeln Rekordweltmeister und gewannen drei Mal Gold bei Olympischen Spielen.
Nach der Auflösung Britisch-Indiens fand das erste Länderspiel Pakistans im Rahmen der 14. Olympischen Spiele am 2. August 1948 in London statt, wobei Belgien mit 2:1 geschlagen wurde. Bis 2003 bestritt die Mannschaft 993 Partien, in denen 298 Spieler eingesetzt wurden.
Neben Cricket gehört Hockey im Land zu den populärsten Sportarten und die Nationalmannschaft spielt vor Zuschauerkulissen, die in Europa nicht erreicht werden. So fasst das Gaddafi Hockey Stadium in Lahore 45.000 Zuschauer. Zuletzt blieben aber die großen Erfolge aus, so belegte das Team bei der Weltmeisterschaft 2006 den sechsten und bei der Champions Trophy 2007 den siebenten Rang.
Für einen Eklat sorgten 1972 Pakistans Hockeyspieler in der skandalarmen Sportart Hockey, als sie nach der olympischen Finalniederlage gegen Deutschland in Badelatschen zur Siegerehrung kamen und sich weigerten, die Silbermedaille umzuhängen.
Aktuell (Juni 2025) steht die Nationalmannschaft in der Weltrangliste auf dem Feld auf Rang 15.

## Erfolge

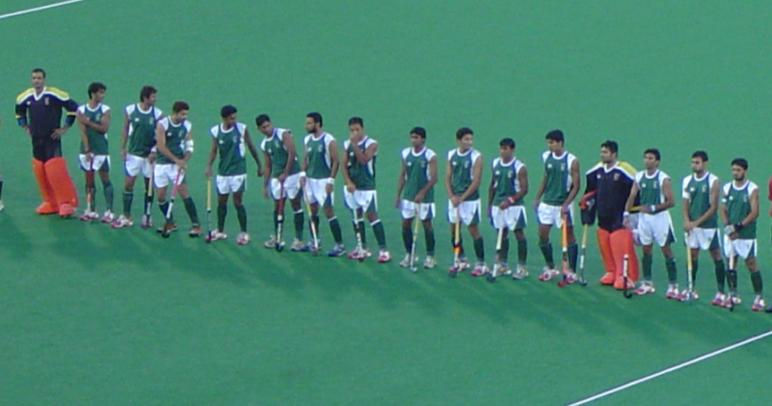
Die pakistanische Auswahl bei den Olympischen Sommerspielen 2008

### Weltmeisterschaften
- Weltmeister: 1971, 1978, 1982, 1994
- Vizeweltmeister: 1975, 1990

### Olympische Spiele
- Gold: 1960, 1968, 1984
- Silber: 1956, 1964, 1972
- Bronze: 1976, 1992

### Champions Trophy
- Sieger: 1978, 1980, 1994
- Zweiter: 1983, 1984, 1988, 1991, 1996, 1998, 2014
- Dritter: 1986, 1992, 1995, 2002, 2003, 2004, 2012
- Sechster: 2018

### Asienspiele
- Gold: 1958, 1962, 1970, 1974, 1978, 1982, 1990, 2010
- Silber: 1966, 1986
- Bronze: 1994, 1998, 2006
- 4. Platz: 2018

### Asia Cup
- Asienmeister: 1982, 1985, 1989
- Vizeasienmeister: 1999, 2003
- 3. Platz: 1994

### Asian Champions Trophy
- Sieger: 2012, 2013, 2018[2]
- Zweiter: 2011, 2016